# Orduspor
Orduspor este un club de fotbal cu sediul în Ordu, Turcia. Echipa joacă meciurile de acasă pe Stadionul 19 Eylül. 

## Legături externe
- Official website Arhivat în 23 iulie 2008, la Wayback Machine. tr
- Official website Arhivat în 14 iulie 2011, la Wayback Machine. en
- Orduspor team profile engleză {{{1}}}